# Sergio Carile
Sergio Carile, pasteur émérite de l’église méthodiste, écrivain et essayiste italien, est né à Lugano le 25 février 1910 et mort à Bologne le 29 décembre 1998.

## Biographie
Fils d’un émigré napolitain en Suisse, Sergio Carile passe son enfance à Naples, avec sa mère, durant la Première Guerre mondiale, de 1915 à 1918, quand son père était parti volontaire pour le front. Dans la seconde moitié des années trente, il fait ses études de théologie à l’Université de Genève où il fréquente également des cours de médecine et d’anthropologie.
Devenu pasteur, il s’installe en Italie, où sa mission pastorale commence dans les communautés de Domodossola, puis d’Intra, à la frontière suisse. Il poursuit sa formation culturelle à l’Université de Rome où il suit les leçons ou les conférences d’Ernesto Buonaiuti, de Raffaele Pettazzoni, de Nicola Turchi (it) et de Vittorio Macchioro. Il mène aussi une activité littéraire, publiant trois recueils de poésie à Lugano, Bellinzone et Modène dans les années trente.
Sergio Carile est envoyé comme pasteur à Carrare en 1937, pour remplacer Lodovico Vergnano (1884–1964), auteur non seulement d’ouvrages d’histoire de philosophie mais aussi, comme lui, de recueils de poèmes et de textes littéraires. Dans un environnement social où anarchie et protestantisme purent avoir des points de contact, dominé par la figure de Francesco Valentini,, prêtre catholique devenu pasteur, qui avait développé une activité évangélique dans le bourg de Torano (it) et s’était voué à l’amélioration des conditions de vie des carriers et à la scolarisation de leurs enfants, Sergio Carile rencontre d’autres personnalités comme Jacopo Lombardini (it) (Il libro delle Benedizioni, Firenze, Tipografia Mattioli, 1930), fils d’un carrier de Gragnana (it), militant anarchiste et antifasciste converti au protestantisme et devenu un membre actif de la communauté de cette église, qui avait fréquenté des intellectuels de haut vol comme Lelio Basso, Piero Jahier (it), Giorgio Spini (it), Ernesto Buonaiuti. Pendant la guerre, Lombardini adhérera à Giustizia e Libertà et participera à la guerre comme « aumônier œcuménique ».
Au moment de la Seconde Guerre mondiale, Sergio Carile a la charge de la communauté de fidèles vivant en Lunigiana et en Garfagnana, une région de la Toscane sur le versant sud-occidental des Alpes Apuanes. Dans cette zone dangereuse de la ligne gothique, Sergio Carile est constamment surveillé par la police fasciste de Carrare. Il maintient un rapport épistolaire avec Buonaiuti, qui l’aide, grâce à sa relation avec l'éditeur Ugo Guandalini (it), à publier chez Guanda, en 1943, un recueil de textes poético-religieux, sous le titre Pane acqua e follia.
Après la libération de Rome grâce aux armées américaines et à leur progression vers le nord de l’Italie, les armées alliées, appuyées par les maquisards italiens, réussissent à forcer la ligne gothique (5 avril 1945) et à libérer dans les semaines suivantes les territoires situés entre Carrare et Pontremoli. Sergio décide vers la moitié du mois de mai 1945 de se rendre à Rome, en bicyclette, pour reprendre contact avec les églises protestantes méridionales, et revoir ses anciens professeurs d’histoire et d’anthropologie d’avant la guerre, en particulier Ernesto Buonaiuti qui était devenu pour lui, au cours de la guerre, une référence culturelle et spirituelle importante mais qui décèdera peu de temps après.
Fondateur et directeur, en 1951, de la revue Valori à Bologne, Sergio Carile exerce son ministère pastoral dans diverses communautés, entre autres, celle de Bologne, après la guerre, puis de Florence et de Padoue. Émérite à Bologne, il donne des cours à la Faculté vaudoise de théologie (it) de Rome, au Séminaire épiscopal de Padoue (it) dans les années soixante-dix, aux Études théologiques franciscaines de Padoue (it) et de Bologne.
En 1969, vingt-cinq ans après la mort de Buonaiuti, Sergio Carile suggère la publication par Marcella Ravà (it), ancienne secrétaire de Buonaitui, d’un recueil des traductions personnelles des Écritures saintes qui se trouvent dans les ouvrages de son maître et ami. Sergio Carile crée en 1973 le « Gruppo interconfessionale per lo studio di una catechesi ecumenica ».

## Publications

### Poèmes
- Anima nova, Sanvito, Lugano, 1926
- I due amori, Grassi, Bellinzona, 1931
- Le Triptyque du silence, Chants de l’âme, Genève, chez l’auteur, 1935
- Pane acqua e follia, Modena, Guanda, 1943

### Essais philosophiques et religieux
- Studio sul cervello del pitecantropo, Roma, Claudio, 1946
- Il dipinto spontaneo infantile, Torino, Claudiana, 1961[10]
- Attualità del pensiero teologico metodista, Torino, Claudiana, 1971[11],[12]
- Il movimento modernista cattolico italiano all’inzio del secolo, Abano Terme, “Il Gerione”, 1972
- Martin Luther King, Milano, Marzorati, 1975
- Il pregiudizio confessionale, Padova, Ausilio, 1976
- Il Metodismo. Sommario storico, Torino, Claudiana, 1984[13]
- I Metodisti nell’Inghilterra della rivoluzione industriale, Torino, Claudiana, 1989[14],[15],[16],[17]
- Introduzione alla visita di un museo egizio, Fasano, Schena, 1993.
- La sfida della parola, Macerata, Stampa Libri, 2011

### Journal
- Diario di guerra: fiducioso nel nulla. Tra Lunigiana e Garfagnana, attraverso la linea gotica, a cura di Paolo Carile, Roma, Aracne, coll. « Tempus », no 4, 2016  (ISBN 978-88-548-9587-4).
- Journal de guerre, traduit par Marie-France Renard ; édité et annoté par Paolo Carile ; préface de François-Xavier Cuche, Bruxelles, Weyrich (à paraître).